# Дифенилкадмий
Дифенилкадмий — металлоорганическое соединение
кадмия  с формулой Cd(C6H5)2,
белые кристаллы, токсично.

## Получение
- Нагревание хлорида кадмия с фениллитием

{\displaystyle {\mathsf {CdCl_{2}+2LiC_{6}H_{5}\ {\xrightarrow {}}\ Cd(C_{6}H_{5})_{2}+2LiCl}}}
- Действие дифенилртути на металлический кадмий:

{\displaystyle {\mathsf {Cd+Hg(C_{6}H_{5})_{2}\ {\xrightarrow {}}\ Cd(C_{6}H_{5})_{2}+Hg}}}

## Физические свойства
Дифенилкадмий образует белые кристаллы.

## Химические свойства
- Реагирует с хлоридом ртути:

{\displaystyle {\mathsf {Cd(C_{6}H_{5})_{2}+HgCl_{2}\ {\xrightarrow {}}\ CdCl_{2}+Hg(C_{6}H_{5})_{2}}}}